# Jan Kromschröder

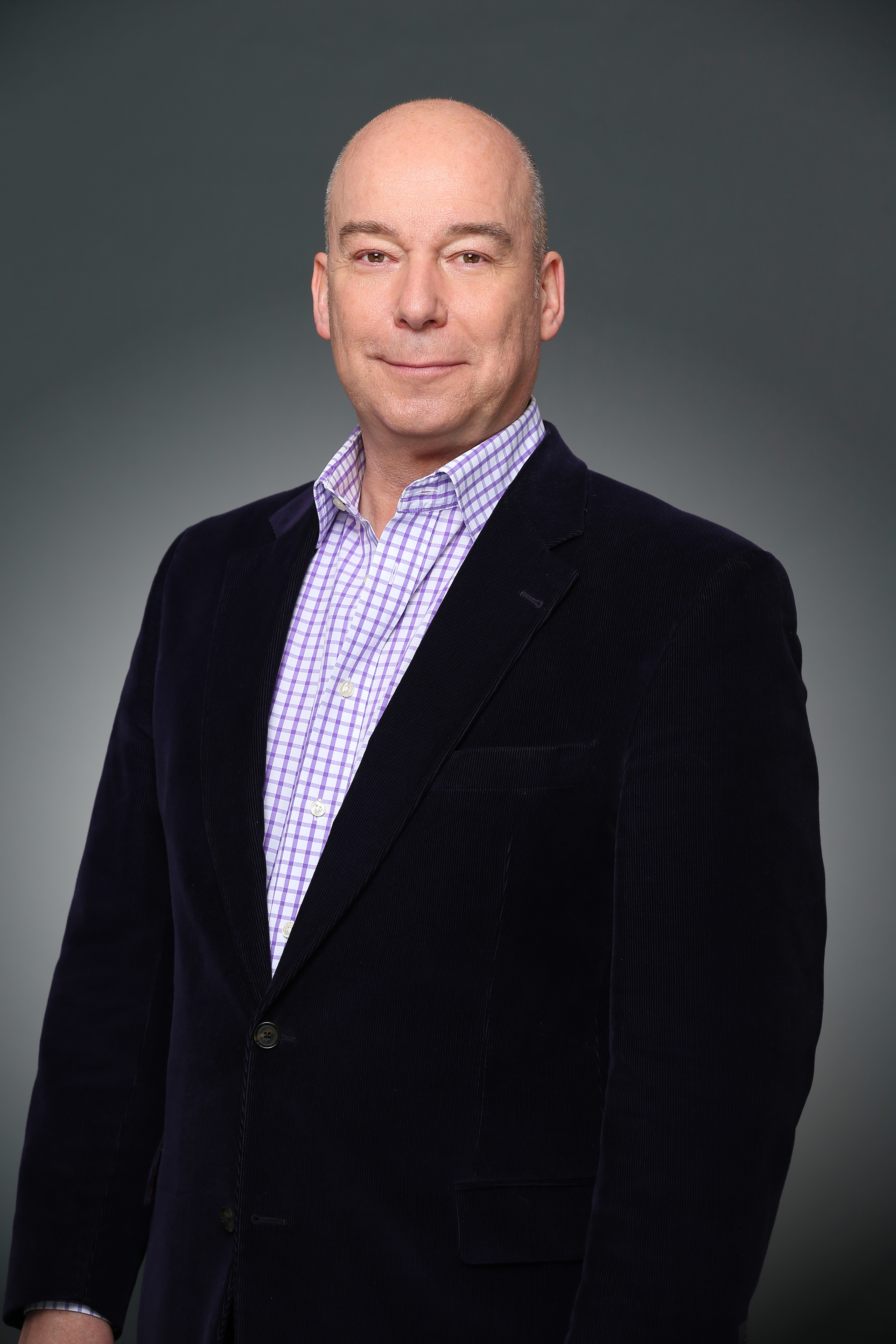
Jan Kromschröder (2015)

Jan Kromschröder (* 22. Mai 1962 in Frankfurt am Main) ist ein deutscher Journalist, Fernsehproduzent und Unternehmer. Seit 2013 ist er Gesellschafter und Vorstand der Rosebank Entertainment AG, außerdem Geschäftsführer der Bantry Bay Productions und der Brot & Butter Entertainment in Köln. Darüber hinaus lehrt er als Professor an der staatlichen Filmuniversität Babelsberg in Potsdam.

## Leben
Kromschröder studierte an der Universität Hamburg Romanistik bis zum Erreichen des Vordiploms. Danach begann er eine Ausbildung an der Deutschen Journalistenschule in München. Er wurde Redakteur beim Stern in Hamburg bei dem zuvor auch schon sein Vater Gerhard Kromschröder tätig war. Dort arbeitete er zunächst im Ressort Sonderthemen und Personalien, später im Ressort Modernes Leben. Anschließend war er bis 1992 stellvertretender Chefredakteur der Zeitschrift Tempo.
Kromschröder arbeitete danach im Bereich Fernsehen. Als Redaktionsleiter beim privaten Fernsehsender Premiere war er für die Entwicklung der Unterhaltungssendung „showbiz 93“ verantwortlich. Von 1994 bis 1998 war Kromschröder für die Trebitsch Holding tätig, zunächst als Producer innerhalb der Tochterfirma T-1 in New York und Hamburg, danach als Geschäftsführer der Real-Film in Köln. Bis Ende 2000 war Kromschröder Leiter der Abteilung TV-Movies beim Privatsender RTL, dann Bereichsleiter Fiction bei SAT.1.
Im Jahr 2003 gründete Kromschröder gemeinsam mit dem Drehbuchautor Christian Pfannenschmidt die Produktionsfirma Kromschröder und Pfannenschmidt GmbH. Man arbeitete mit dem in den USA verbreiteten Konzept des Executive Producer, bei dem Ko-Produzenten in die Entwicklung von Filmen und Serien, bei deren inhaltlicher Betreuung, der Umsetzung bis hin zur Vermarktung – alle Bereiche der Produktion – einbezogen sind. Auf diese Weise entstand die Fernsehfilm-Reihe Der Schwarzwaldhof und das TV-Drama Willkommen zu Hause.
2008 übernahm Kromschröder die Geschäftsführung der Granada Produktion für Film- und Fernsehen GmbH, einer Tochterfirma der britischen ITV plc, die auf Shows und Docutainmentformate spezialisiert war. Er erweiterte das Portfolio um fiktionale Formate, später um Show- und Docutainmentformate und journalistische Programme. Gleichzeitig wurde die Kromschröder und Pfannenschmidt GmbH anteilig von Granada übernommen. Wegen der Umbenennung des Mutterkonzerns änderte sich 2011 der Name des Unternehmens in ITV Studios Germany GmbH. Deren TV-Serie Der letzte Bulle wurde 2012 mit dem Deutschen Fernsehpreis als beste Serie ausgezeichnet. Am 16. Juli 2014 löste Christiane Ruff Kromschröder als Geschäftsführer von ITV Studios Germany ab.
Als Mitgründer und Vorstandsmitglied der Rosebank AG, die er 2013 zusammen mit Stefan Oelze unter Beteiligung der Beta Film GmbH ins Leben ruft, spielt Kromschröder eine zentrale Rolle innerhalb der Holding. Die Rosebank AG ist kein reines Finanzkonstrukt, sondern ein strategischer Partner für Film- und Fernsehproduktionen. Die drei operativen Produktionsfirmen: Bantry Bay Productions und Brot & Butter Entertainment, deren Geschäftsführer Kromschröder ist, sowie Dreamtool Entertainment, sind unterschiedlich auf die Umsetzung fiktionaler bzw. nicht-fiktionaler Stoffe fokussiert. Unter dem gemeinsamen Dach der Rosebank AG werden von den Produktionsfirmen Synergien genutzt und die Beta Film schließt dabei die Lücke zwischen Produktion und Programmvertrieb.
Kromschröder ist seit Oktober 2014 Gesellschafter der Bantry Bay Productions in Köln und hier auch als Produzent tätig. Für die Bantry Bay Productions verantwortete er u. a. die Serien Weinberg für den Pay-TV-Sender TNT Serie und Club der roten Bänder, die erste fiktionale Eigenproduktion des Senders VOX. Beide Produktionen wurden in der Kategorie Beste Serie für den Deutschen Fernsehpreis 2016 nominiert. Im Dezember benannte das Medienmagazin DWDL.de Jan Kromschröder und Gerda Müller als „TV-Aufsteiger 2015“.
Kromschröder unterrichtete an der Filmakademie Baden-Württemberg zum Themenfeld TV-Produktion. Im Jahr 2005 war er dort Leitender Dozent des Studiengangs Serien-Producing (gemeinsam mit Joachim Kosack). 2007 folgte ein Ruf an die heutige Filmuniversität Babelsberg „Konrad Wolf“ in Potsdam-Babelsberg als Professor für das Fach Kreatives Produzieren im Studiengang Film- und Fernsehproduktion.
Zudem ließ sich Kromschröder zum Executive-Coach bei Lorenz-Consulting ausbilden. In dieser Eigenschaft unterstützt und berät er Führungskräfte darin, den komplexen Anforderungen innerhalb des Unternehmensmanagements besser gerecht zu werden. Dabei will er die gezielte Persönlichkeitsentwicklung der Führungskraft in den Mittelpunkt seiner Arbeit stellen: „Der Job des Produzenten ist eine permanente Herausforderung: Man muss Druck aushalten und auch austeilen können – beides in menschenwürdigen Grenzen – das ist das Schwierige und das Spannende.“

## Filmografie
als Produzent
- 1996–1997: Kap der Guten Hoffnung (TV, Mehrteiler)
- 1997–1998: girl friends (TV, 26 Folgen)
- 1998: Gigolo – Bei Anruf Mord (TV)
- 2004: Die Albertis (TV, 15 Folgen)
- 2005: girl friends (TV, 13 Folgen)
- 2006: Unter den Linden (TV, 13 Folgen)
- 2007: Mein Herz in Afrika (TV)
- 2007: Der Schwarzwaldhof (TV)
- 2007: Willkommen zu Hause (TV)
- 2008: Liebe ist Verhandlungssache (TV)
- 2008: 30 Karat Liebe (TV)
- 2008: Der Schwarzwaldhof 2 (TV)
- 2009: Vorzimmer zur Hölle (TV)
- 2009: Der Schwarzwaldhof 3 (TV)
- 2009: Der Schwarzwaldhof 4 (TV)
- 2010: Der Schwarzwaldhof 5 (TV)
- 2010: Der Schwarzwaldhof 6 (TV)
- 2010: Der letzte Bulle (TV, 13 Folgen)
- 2011: Vorzimmer zur Hölle – Streng geheim! (TV)
- 2011: Mandy will ans Meer (TV)
- 2013: Herzensbrecher – Vater von vier Söhnen Staffel 1 (TV)
- 2014: Herzensbrecher – Vater von vier Söhnen Staffel 2 (TV)
- 2015: Herzensbrecher – Vater von vier Söhnen Staffel 3 (TV)
- 2015: Weinberg (TV)
- 2015: Club der roten Bänder Staffel 1 (TV)
- 2016: Wendy – Der Film (Kino)
- 2016: Herzensbrecher – Vater von vier Söhnen Staffel 4 (TV)
- 2016: Club der roten Bänder Staffel 2 (TV)
- 2017: Club der roten Bänder Staffel 3 (TV)
- 2018: Wendy 2 – Freundschaft für immer (Kino)
- 2018: DRUCK – Staffel 1 (Internetserie)
- 2018: Meine Mutter ist unmöglich (Fernsehfilm)
- 2019: Meine Mutter spielt verrückt (TV)
- 2019: Club der roten Bänder – Wie alles begann (Kino)
- 2020: Meine Mutter traut sich was (TV)
- 2020: Meine Mutter will ein Enkelkind (TV)
- 2021: Meine Mutter und plötzlich auch mein Vater (TV)
- 2022: Meine Mutter gibt es doppelt (TV)
- 2022: Meine Mutter raubt die Braut (TV)
- 2023–2024: Ein Ort, der sich Zuhause nennt (AT) (TV-Mehrteiler)[16]

in der Entwicklung und Redaktion
- 2000: Sophie – Sissys kleine Schwester (TV, Zweiteiler)
- 2001: Edel und Starck (TV, 39 Folgen)
- 2002: Für immer verloren (TV, Zweiteiler)
- 2002–2003: Mit Herz und Handschellen (TV, 9 Folgen)
- 2002–2003: Der Elephant (TV, 9 Folgen)
- 2003: Das Wunder von Lengede (TV, Zweiteiler)

## Auszeichnungen (Auswahl)
- 2009: Shanghai Television Festival – Magnolia-Award: „Best TV Film“ für Willkommen zuhause
- 2016: Bayerischer Fernsehpreis mit Gerda Müller als Produzenten der Fernsehserie Club der Roten Bänder (VOX)
- 2016: 52. Grimme-Preis – Club der roten Bänder[17]